# Dendronephthya orientalis
Dendronephthya orientalis is een zachte koraalsoort uit de familie Nephtheidae. De koraalsoort komt uit het geslacht Dendronephthya. Dendronephthya orientalis werd in 1909 voor het eerst wetenschappelijk beschreven door Henderson. 